# أوليسس تافاريس
أوليسس تافاريس (بالإسبانية: Ulises Tavares)‏ هو لاعب كرة قدم مكسيكي في مركز الهجوم، ولد في 29 أبريل 1993 في Tepatitlán ‏ في المكسيك. لعب مع Patriotas Boyacá ‏.

## وصلات خارجية
- أوليسس تافاريس على موقع قاعدة بيانات كرة القدم.إي يو (الإنجليزية)
- أوليسس تافاريس على موقع Soccerway.com (الإنجليزية)
- أوليسس تافاريس على موقع AS.com (الإسبانية)